# Ce qu'on entend sur la montagne

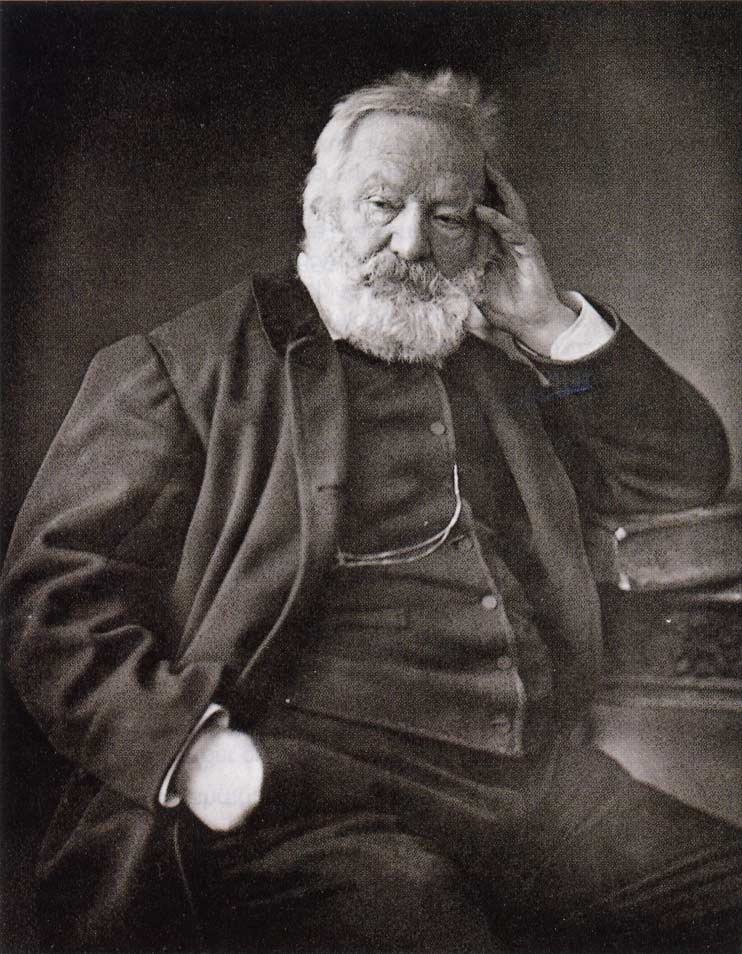
O primeiro poema sinfónico de Liszt foi inspirado numa obra de Victor Hugo.

Ce qu'on entend sur la montagne (S.95), por vezes referida como 'Bergsymphonie', é o primeiro dos treze poemas sinfónicos compostos por Franz Liszt. É um trabalho orquestral inspirado pelo poema Feuilles d'automne (1831) de Victor Hugo.
O título (em francês) significa "O que se ouve de cima da montanha", e o título alternativo (em alemão) "Sinfonia da montanha".
A peça, tal como muitas das obras de Liszt, foi revista uma série de vezes antes de atingir a versão final hoje conhecida. Foi originalmente composta em 1848-9 e subsequentemente revista em 1850; a versão final é de 1854.
A obra explora a dualidade (já presente na obra de Victor Hugo) entre a "voz jovial e pacífica" da natureza e o "pranto" da humanidade sempre revoltada. Estreou em fevereiro de 1850, em Weimar.
Foi composta para os seguintes instrumentos: 3 flautas, 2 oboés, 3 clarinetes, 2 fagotes, 4 trompas, 3 trompetes, 1 tuba, percussão, harpa e instrumentos de corda. O tempo de execução é de cerca de 30 minutos.
Na primeira parte são expostos os temas da natureza e da humanidade, bem diferenciados. As cordas iniciam com um Poco allegro. O oboé e flauta continuam, chegado os metais posteriormente, com remate em Maestoso assai. Os temas da humanidade são expostos  num Allegro agitato assai. Termina num Andante com os trombones e a tuba, que simbolizam a presença do divino. Na segunda parte os temas repetem-se, mas com fagotes, trompas e trompetes num Andante religioso, terminando tudo num pianissimo com os tímpanos a concluir.

## Origem do trabalho
Franz Liszt produziu vários trabalhos musicais inspirados em Victor Hugo. Antes de Ce qu'on entend sur la montagne, ele escreveu várias músicas para os poemas de Hugo, intitulando várias de suas peças para piano em homenagem aos tais poemas. Hugo escreveu o que se ouve de cima da montanha em 27 de julho de 1829 e o incluiu em Feuilles d'Automne. No poema, o poeta declara seu amor à natureza, não apenas a vendo de maneira panteísta, mas também a vê como um símbolo da existência eterna. O trabalho fala sobre a conformidade e o contraste da natureza com a existência humana. No começo do poema, o poeta olha para uma obra da natureza de um penhasco sobre o mar, e então os sons da Terra e do mar são ouvidos. O facto de Liszt ter recebido a maior parte de sua poesia, não surpreendentemente, música de programa, além de belas artes, foi inspirado na natureza e na literatura.
Liszt começou a compor em 1848 e apresentou-a no final de fevereiro de 1850 no pátio do Grão-Ducado de Weimar. A primeira versão perdida do poema sinfônico foi orquestrada por seu assistente, também compositor, Joachim Raff (também possivelmente por August Conradi). Lembre-se de que até os tempos de Weimar, Liszt não tinha nenhuma prática em orquestração. Até então, ele era quase exclusivamente um compositor de piano. Ele pediu a ajuda para algumas de suas peças que exigiam orquestração. Em Weimar, ele se tornou regente, onde já estava livre para experimentar orquestração. Conseqüentemente, durante esse período, Liszt trabalhou extensivamente em todos os seus trabalhos, fazendo muitas mudanças. Raff também contribuiu para a segunda versão de O que se ouve de sobre a montanha, mas Liszt já havia melhorado bastante, e a terceira versão, então a versão final, era inteiramente de Liszt. Ele já havia contribuído para a publicação desta versão e apareceu em Breitkopf und Härtel em Leipzig em 1857. Em cada uma das três versões da estréia de Weimar (1850, 1853, 1857), Liszt regeu.
A peça foi endereçada à duquesa de Carolyne zu Sayn-Wittgenstein. Também houve transcrições da obra para piano, para quatro mãos (S.589) e para dois pianos (S.635).

## A música
O motivo inicial do poema sinfônico é diretamente inspirado no poema de Victor Hugo, mas a obra é posteriormente elaborada com base em idéias e princípios puramente musicais. Primeiro, os temas da magnificência da natureza aparecem em três episódios. A primeira parte descreve como o poeta escuta os sons da Terra e do mar em direção ao promontório. Os sons sussurrantes são evocados pelo tamborilar dos tímpanos e pelo tremolo das cordas. No segundo episódio, as cordas são acompanhadas pela harpa, e acima disso está a melodia do oboé que corresponde à paz na natureza. Após uma breve introdução, segue o terceiro estágio, onde um hino triunfante, tocado com toda a orquestra, ilustra a magnitude da natureza. Após a imagem da natureza, três outros motivos retratam a angústia e o desespero humanos nos sons vindos da terra. O primeiro, como um suspiro, consiste em apenas algumas vozes, o segundo é tocado em clarinete e o terceiro é um tema de trompete. Esses temas e motivos básicos formam a base da sinfonia, que juntos constituem um terço do escopo do trabalho. Liszt constrói as secções consecutivas usando-se de variações e modificações das secções anteriores.
Depois de descrever a relação entre natureza e homem, Liszt difere do poema subjacente, do qual a sinfonia se desenvolve apenas de acordo com suas idéias e com regras musicais. Um novo tema aparece, os metais em ascensão levam ao clímax musical, pouco antes do final da peça, seguido de um canto lento (Andante religioso) que leva ao final da obra.

### Alguns dos principais temas e motivos
A reprodução de áudio não é suportada no seu ''browser''. Você pode descarregar o ficheiro de áudio.